# Horia Șerbănescu
Horia Șerbănescu (n. 16 martie 1924, București, România – d. 19 septembrie 2010) a fost un actor român de comedie.
Popular actor de comedie și de revistă, pe scenă și la televiziune. În film, sporadice roluri secundare.

## Cariera
A debutat pe scenă la vârsta de 5 ani, în 1929, interpretând rolul Regelui Mihai în piesa Miss Revista. La aceeași vârstă este descoperit pe scena de la Cărăbuș de regizorul Paul Gusti care-l aduce pe Horia Șerbănescu la Teatrul Național în rolul dublu Statu Palmă Barbă Cot din spectacolul Rodia de Aur. Cum spectacolul a fost primul de acest gen transmis la Radio, Horia Șerbănescu este astăzi cel mai vechi colaborator al Radiodifuziunii Române.

Horia Șerbănescu, la vârsta de 5 ani, în rolul lui Statu Palmă Barbă Cot

A jucat pe scena Teatrului din Sărindar – condus de Tudor Mușatescu și pe scena de la Teatrul nostru, condus de Dina Cocea. La acesta din urmă a activat ca actor, sufleor, regizor de culise și... dactilografă. S-a transferat apoi la Teatrul Victoria.
Primul mare succes al său a fost înregistrat la Grădina Volta Buzești cu piesa Profesorul de franceză semnată de Tudor Mușatescu.
Primul cuplu artistic a fost format de Horia Șerbănescu și Emil Popescu.
Alături de un alt partener de aur, Radu Zaharescu, actorul a scris istoria Teatrului de Revistă, identificându-se practic, cu existența acestuia, din momentul în care a fost lansat de Constantin Tănase, la "Cărăbuș". De-a lungul anilor acesta a fost cuplul cel mai solicitat de Televiziunea Română.

## Distincții
- Ordinul Meritul Cultural clasa a IV-a (12 septembrie 1968) „pentru merite deosebite în activitatea muzicală”[4]

## Roluri în teatru
- Pe aripile Revistei - unde a interpretat un terțet de zile mari, Trei Călușari, alături de N. Stroe și Radu Zaharescu.
- Vitamina M... Muzica!
- Horia și Radu își asumă riscul - 1967
- Cu muzica e... de glumit! - 1965
- Carnaval la Tănase - 1964
- Ca la Revistă - 1963
- Concertul tinereții - 1960
- Nepotul domnului prefect 1950
- Rodia de aur 1929
- Miss Revista 1929

## Filmografie
- Răsună valea (1949)
- Directorul nostru (1955)
- Telegrame (1960)
- Pași spre lună (1964)
- Politică cu... delicatese (sm, 1964)
- Mofturi 1900 (1965)
- Căldură mare